# Закарпатска област
Закарпатска област или Рутения (на украински: Закарпатська область, или Закарпаття; на унгарски: Kárpátalja) е една от 24-те области на Украйна. Площ 12 753 km² (най-малката в Украйна, 2,11% от нейната площ). Население на 1 януари 2015 г. 1 259 068 души (19-о място по население в Украйна, 2,78% от нейното население). Административен център е град Ужгород. Разстояние от Киев до Ужгород 898 km.

## Историческа справка
Сегашната територия на Закарпатска област е била част от български комитат по време на Първото българско царство с център град Хунград (Ужгород). Впоследствие преминава под управлението на Средновековна Унгария, а по-късно до края на Първата световна война, е в пределите на Австрийската империя и Австро-Унгария. След края на войната е присъединена към новообразуваната държава Чехословакия като отделен регион заедно с Бохемия, Моравия и Словакия. По време на Втората световна война областта е окупирана от Нацистка Германия, като е присъединена към Унгария. След края на войната със съветско-чехословашкото съглашение от 29 юни 1945 г. е присъединена към СССР, като на 22 януари 1946 г. е образувана Закарпатска област в състава на Украинската ССР. След разпадането на СССР областта остава в състава на независима Украйна. Преди 1993 г. сред населението в областта има настроения за присъединяване отново към Чехословакия, но те не придобиват голяма популярност, поради разпадането на Чехословакия на две държави (Чехия и Словакия) и тези стремления по-късно са забравени.

## Географска характеристика
Закарпатска област се намира в крайната западна част на Украйна. На юг граничи с Румъния, на югозапад – с Унгария, на запад – със Словакия, на северозапад – с Полша, на север – с Лвовска област и на североизток и изток – с Ивано-Франкивска област. В тези си граници заема площ от 12 753 km² (най-малката по площ в Украйна, 2,78% от нейната площ).
Областта заема югозападните склонове на северната част на Източните Карпати (т.нар. Украински или Лесисти Карпати) и североизточната периферия на Среднодунавската низина, която тук е известна като Закарпатска низина. Планините заемат около 80% от територията на областта, като образуват три успоредни помежду си хребета с посока на простиране от северозапад на югоизток – Вододелен (височина до 1693 m), Полонински (1883 m) и Вулканически (1081 m), отделени един от друг от дълбоки и дълги долини. В източната част на областта, на границата с Ивано-Франкивска област, обособени от напречната, меридионална долина на река Тиса, са разположени масивите Раховски (на запад) и Черногора (на изток) с връх Говерла 2061 m (48°09′36″ с. ш. 24°30′01″ и. д. / 48.16° с. ш. 24.500278° и. д.), на границата с Ивано-Франкивска област, най-високата точка на Украйна. Тези два масива имат алпийски форми на релефа. Проходите в Източните Карпати са разположени на височина над 800 m – Ужокски (852 m), Средноверецки (839 m), Вишковски (930 m), Яблоницки (921 m) и др. Югозападно от Източните Карпати са разположени хълмисти и силно разчленени предпланински височини, с височина 300 – 400 m, които стъпаловидно се спускат към Закарпатската низина.
Климатът на областта е умерено континентален. Средната януарска температура в низината е -2 – -3 °C, в предпланинските райони -3 – -4 °С, в планинските райони -5 – -9 °С, а средната юлска съответно 19 – 20 °C, 17 – 18 °С и 6 °С. Годишната сума на валежите се изменя от 600 – 700 mm в низината, 800 – 1000 mm в предпланините, до 1000 – 1400 mm и повече в планините. Продължителността на вегетационния период (минимална денонощна температура 5 °C) в низината е до 230 денонощия, в предпланините 210 – 230 денонощия, в планините 90 – 210 денонощия.
Цялата територия на областта попада във водосборния басейн на река Тиса (ляв приток на Дунав), която протича през нея с горното си течение. Нейните основни притоци тук са десни: Тересва, Теребля, Рика, Боржава, Латорица, Уж и др., и водите им се използват като източници на електроенергия, питейно водоснабдяване и напояване. Областта разполага и с множество минерални извори: солени, сернисти, йодисти, въглекисели, железисти и др.
В ниските части на областта са разпространени предимно ливадните (оподзолени и оглинени) и алувиалните почви. Предпланините са заети от кафяви подзолисти и повърхностно-глееви почви, а в планините – кафяви горски с различна степен на опдзоленост, ливадно-кафяви, планинско-ливадни и торфени почви. Около половина от територията на Закарпатска област е заета от гори, като основните дървесни видове са бук (46% от горския фонд), смърч (24%), дъб (4,7%), ела (1,3%) и габър. В характера на растителната покривка е ярко изразена вертикалната зоналност. В Закарпатската низина преобладават обработваеми земи и лозя, а на места се срещат малки дъбово-габърови горички. В предпланинските райони са разпространени предимно дъбовите и дъбово-буковите гори, а в планините – букови (до 800 – 1000 m) и иглолистни (до 1300 – 1500 m) гори с примеси от бор в горния пояс. Районите над 1300 – 1500 m са заети от високопланински пасища – субалпийски до 1850 – 1900 m и алпийски над 1900 m. Планините се обитават от дива котка, рис, вълк, лисица, кафява мечка, дива свиня, европейска кошута, благороден елен, норка, заек и др., и различни видове птици.

## Население
На 1 януари 2015 г. населението на Закарпатска област област е наброявало 1 259 068 души (2,78% от населението на Украйна). Гъстота – 98,54 души/km². Градско население – 36,78%. Тя има мултиетническо население. Около 72,5% от населението са украинци, други етнически групи в областта са: унгарци (20,1%), румънци (2,6%), руснаци (2,5%), цигани (1,1%), словаци (0,5%) и германци (0,3%).
Езиците на етническите групи са уважавани и се изучават в училищата и другите културни институции. Първият унгарски колеж в Украйна е създаден в град Берегово. Областта е родина на около 14 000 цигани, което ги прави най-компактната циганска група в страната. В нея живеят и известен брой русини, които не са признати от украинската власт за малцинство и се смятат за украинска етническа група. Около 10 100 души (0,8%) са се обявили като русини след последното преброяване в страната.

## Административно-териториално деление
В административно-териториално отношение Закарпатска област се дели на 5 областни градски окръга, 13 административни района, 11 града, в т.ч. 5 града с областно подчинение и 6 града с районно подчинение и 19 селища от градски тип.
| Административна единица | Площ (km²) | Население (2017 г.) | Административен център | Население (2017 г.) | Разстояние до Ужгород (в km) | Други градове и сгт с районно подчинение        |
| ----------------------- | ---------- | ------------------- | ---------------------- | ------------------- | ---------------------------- | ----------------------------------------------- |
| Областен градски окръг  |            |                     |                        |                     |                              |                                                 |
| 1. Берегове             | 19         | 23 732              | гр. Берегове           | 23 732              | 71                           |                                                 |
| 2. Мукачево             | 27         | 85 835              | гр. Мукачево           | 85 835              | 42                           |                                                 |
| 3. Ужгород              | 40         | 115 020             | гр. Ужгород            | 115 020             | -                            |                                                 |
| 4. Хуст                 | 8          | 28 424              | гр. Хуст               | 28 424              | 109                          |                                                 |
| 5. Чоп                  | 6          | 8855                | гр. Чоп                | 8855                | 26                           |                                                 |
| Административен район   |            |                     |                        |                     |                              |                                                 |
| 1. Береговски           | 635        | 50 985              | гр. Берегове           |                     | 71                           | Батьово                                         |
| 2. Великоберезнянски    | 809        | 26 546              | сгт Великий Березни    | 7603                | 43                           |                                                 |
| 3. Виноградовски        | 697        | 121 069             | гр. Виноградов         | 25 403              | 108                          | Вилок, Королево                                 |
| 4. Воловецки            | 544        | 24 268              | сгт Воловец            | 5128                | 114                          | Ждениево                                        |
| 5. Иршавски             | 944        | 100 344             | гр. Иршава             | 9276                | 83                           |                                                 |
| 6. Межгорски            | 1166       | 47 909              | сгт Межгоре            | 9567                | 154                          |                                                 |
| 7. Мукачевски           | 998        | 100 805             | гр. Мукачево           |                     | 42                           | Колчино, Чинадиево                              |
| 8. Перечински           | 631        | 31 949              | гр. Перечин            | 6683                | 21                           |                                                 |
| 9. Раховски             | 1892       | 92 655              | гр. Рахов              | 15 621              | 209                          | Велики Бичков, Кобилецкая Поляна, Ясиня         |
| 10. Свалявски           | 673        | 54 642              | гр. Свалява            | 17 234              | 67                           |                                                 |
| 11. Тячевски            | 1818       | 175 375             | гр. Тячев              |                     | 136                          | Буштино, Дубовое, Солотвино, Тересва, Уст Чорна |
| 12. Ужгородски          | 870        | 71 354              | гр. Ужгород            |                     | -                            | Среднее                                         |
| 13. Хустки              | 975        | 95 785              | гр. Хуст               |                     | 109                          |                                                 |